# Dischistodus melanotus
Dischistodus melanotus là một loài cá biển thuộc chi Dischistodus trong họ Cá thia. Loài này được mô tả lần đầu tiên vào năm 1858.

## Từ nguyên
Từ định danh của loài này được ghép bởi 2 âm tiết trong tiếng Latinh: melanos ("đen") và notus ("lưng"), hàm ý đề cập đến màu nâu sẫm ở phần trước của thân trên.

## Phạm vi phân bố và môi trường sống
D. melanotus xuất hiện rộng rãi ở Tây Thái Bình Dương, được ghi nhận từ vùng biển phía nam Nhật Bản và quần đảo Ryukyu trải dài xuống đảo Đài Loan và khu vực Tam giác San Hô, xa về phía nam đến rạn san hô Great Barrier (Úc) và Vanuatu. Ở Việt Nam, D. melanotus được biết đến tại vùng biển Khánh Hòa–Ninh Thuận, cù lao Chàm và quần đảo Trường Sa.
Loài này sống gần những rạn san hô trên nền cát và đá vụn ở đầm phá và ngoài khơi, độ sâu đến ít nhất là 12 m.

## Mô tả
D. melanotus có chiều dài cơ thể tối đa được ghi nhận là 16 cm. Cá trưởng thành có màu trắng với một vùng màu nâu sẫm ở phần trước của thân trên và đỉnh đầu (nâu nhạt hơn ở cá con). Vệt đen lớn trên bụng, gần hậu môn. Ngực có màu vàng. Đầu đốm đốm các vệt màu hồng. Cá con có nhạt màu hơn cá trưởng thành, có thêm sọc trắng sau đầu với đốm đen lớn giữa vây lưng.
Số gai ở vây lưng: 13; Số tia vây ở vây lưng: 13–15; Số gai ở vây hậu môn: 2; Số tia vây ở vây hậu môn: 13–14; Số gai ở vây bụng: 1; Số tia vây ở vây bụng: 5; Số tia vây ở vây ngực: 17; Số lược mang: 21–23.

## Sinh thái học
Thức ăn của D. melanotus là tảo. Cá đực có tập tính bảo vệ và chăm sóc trứng.